# Мохоровичићев дисконтинуитет
Мохоровичићев дисконтинуитет, који се још назива МОХО или Мохо-граница, је гранична зона између Земљине коре и горњег дела Земљиног мантла. Име је добила према хрватском сеизмологу Андрији Мохоровичићу. Мохоровичић је открио овај дисконтинуитет 1909. проучавајући земљотрес у Покупском. Открио је да сеизмограми плитких земљотреса садрже два сета примарних и секундарних таласа - један сет који се креће директном путањом од хипоцентра до пријемника, и други сет који се рефрактује на граници са слојем велике брзине. Дубина Мохоровичићевог дисконинуитета варира између 5 km испод океана и 75 km испод најдебљих делова континенталне коре.